# Cyclopecten exquisitus
Cyclopecten exquisitus är en musselart som beskrevs av Hans Rudolph Jürke Grau 1959. Cyclopecten exquisitus ingår i släktet Cyclopecten och familjen Propeamussidae. Inga underarter finns listade i Catalogue of Life.